# Бозвелл (Оклахома)
Бозвелл (англ. Boswell) — місто (англ. town) в США, в окрузі Чокто штату Оклахома. Населення — 579 осіб (2020).

## Географія
Бозвелл розташований за координатами 34°1′42″ пн. ш. 95°52′7″ зх. д. / 34.02833° пн. ш. 95.86861° зх. д. (34.028223, -95.868490).  За даними Бюро перепису населення США в 2010 році місто мало площу 1,80 км², з яких 1,78 км² — суходіл та 0,03 км² — водойми.

### Клімат
| Клімат : Бозвелл         | Клімат : Бозвелл | Клімат : Бозвелл | Клімат : Бозвелл | Клімат : Бозвелл | Клімат : Бозвелл | Клімат : Бозвелл | Клімат : Бозвелл | Клімат : Бозвелл | Клімат : Бозвелл | Клімат : Бозвелл | Клімат : Бозвелл | Клімат : Бозвелл | Клімат : Бозвелл |
| Показник                 | Січ.             | Лют.             | Бер.             | Квіт.            | Трав.            | Черв.            | Лип.             | Серп.            | Вер.             | Жовт.            | Лист.            | Груд.            | Рік              |
| Середній максимум, °C    | 11,2             | 13,9             | 18,9             | 23,3             | 27,1             | 31,2             | 34,1             | 34,2             | 30,1             | 24,7             | 18,2             | 12,9             | 23,4             |
| Середній мінімум, °C     | −1,8             | 0,8              | 5,7              | 10,8             | 15,0             | 19,2             | 21,3             | 20,6             | 17,2             | 10,7             | 5,4              | 0,2              | 10,4             |
| Норма опадів, мм         | 51               | 79               | 97               | 99               | 145              | 104              | 64               | 64               | 114              | 107              | 94               | 71               | 1085             |
| ------------------------ | ---------------- | ---------------- | ---------------- | ---------------- | ---------------- | ---------------- | ---------------- | ---------------- | ---------------- | ---------------- | ---------------- | ---------------- | ---------------- |
| Джерело: Weatherbase.com |                  |                  |                  |                  |                  |                  |                  |                  |                  |                  |                  |                  |                  |

## Демографія
Згідно з переписом 2010 року, у місті мешкало 709 осіб у 295 домогосподарствах у складі 184 родин. Густота населення становила 393 особи/км².  Було 370 помешкань (205/км²).
Расовий склад населення:
| - 63,3 % — білих - 18,1 % — корінних американців - 8,3 % — чорних або афроамериканців - 0,3 % — азіатів - 2,7 % — осіб інших рас |

До двох чи більше рас належало 7,3 %. Частка іспаномовних становила 5,9 % від усіх жителів.
За віковим діапазоном населення розподілялося таким чином: 25,8 % — особи молодші 18 років, 58,1 % — особи у віці 18—64 років, 16,1 % — особи у віці 65 років та старші. Медіана віку мешканця становила 36,6 року. На 100 осіб жіночої статі у місті припадало 87,6 чоловіків;  на 100 жінок у віці від 18 років та старших — 83,3 чоловіків також старших 18 років.
Середній дохід на одне домашнє господарство  становив 29 422 долари США (медіана — 21 827), а середній дохід на одну сім'ю — 37 938 доларів (медіана — 32 500). Медіана доходів становила 30 536 доларів для чоловіків та 25 625 доларів для жінок. За межею бідності перебувало 38,3 % осіб, у тому числі 51,9 % дітей у віці до 18 років та 21,2 % осіб у віці 65 років та старших.
Цивільне працевлаштоване населення становило 263 особи. Основні галузі зайнятості: освіта, охорона здоров'я та соціальна допомога — 21,7 %, роздрібна торгівля — 14,4 %, будівництво — 12,2 %, виробництво — 10,3 %.